# Lijst van gemeenten in het departement Seine-Saint-Denis

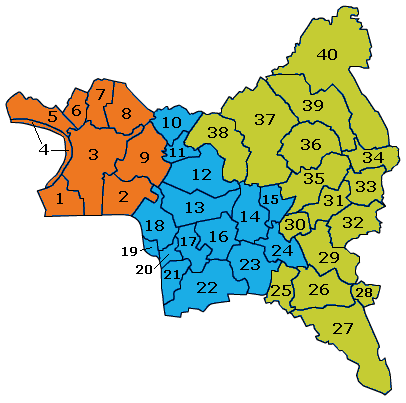
Gemeenten van Seine-Saint-Denis

Hieronder volgt een lijst van de 40 gemeenten (communes) in het Franse departement Seine-Saint-Denis (departement 93).

## A
Aubervilliers
- Aulnay-sous-Bois

## B
Bagnolet
- Le Blanc-Mesnil
- Bobigny
- Bondy
- Le Bourget

## C
Clichy-sous-Bois
- Coubron
- La Courneuve

## D
Drancy
- Dugny

## E
Épinay-sur-Seine

## G
Gagny
- Gournay-sur-Marne

## I
L'Île-Saint-Denis

## L
Les Lilas
- Livry-Gargan

## M
Montfermeil
- Montreuil

## N
Neuilly-Plaisance
- Neuilly-sur-Marne
- Noisy-le-Grand
- Noisy-le-Sec

## P
Pantin
- Les Pavillons-sous-Bois
- Pierrefitte-sur-Seine
- Le Pré-Saint-Gervais

## R
Le Raincy
- Romainville
- Rosny-sous-Bois

## S
Saint-Denis
- Saint-Ouen
- Sevran
- Stains

## T
Tremblay-en-France

## V
Vaujours
- Villemomble
- Villepinte
- Villetaneuse